# Panchangam

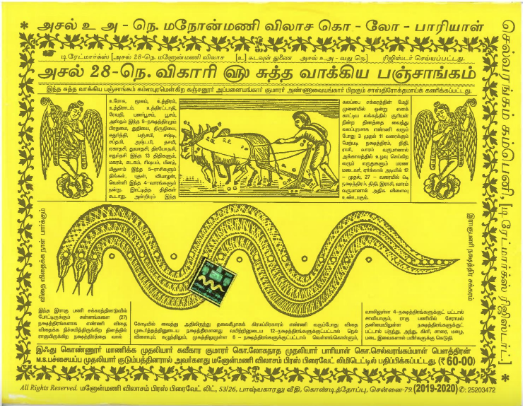
Almanaque que contém detalhes sobre o Panchangam diário.

O termo Panchangam (pʌŋʧaːɱɡəm) no idioma Sânscrito refere-se em primeira instancia a Astrologia Védica referindo-se aos "cinco atributos" do dia, a saber, tithi, vara, nakshatra, yoga e karana. 2. Também é utilizado para nomear um almanaque que contém detalhes sobre o panchangam diário. 
Panchangam é o calendário astrológico oficial para os Hindus praticantes. Prevê fenômenos celestiais tal como eclipses solares assim como ocorrências astronômicas mais comuns.  O estudo do Panchangam envolve conhecimentos de Rasi phala, o impacto dos signos do zodíaco sobre o indivíduo. Os astrólogos consultam o Panchangam para datas de casamentos, início de novos empreendimentos e muitas outras atividades. 